# Znanost
Znánost (latinsko scientia − znanje) se nanaša na sistematično pridobivanje novega znanja o naravi in spoznanj, pridobljenih na ta način z obstoječim znanjem. Znanstvena metoda temelji na skrbnem opazovanju in preskušanju teorij s preskusi. Znanost se deli na vede, vede pa na področja (discipline).
Temeljna ali bazična znanost: znanstveniki proučujejo temeljne naravne značilnosti. V času odkritja ti izsledki nimajo nobene uporabne vrednosti.
Uporabna ali aplikativna znanost: izsledki aplikativne znanosti so uporabni v našem vsakdanu.
Človek, ki se ukvarja z znanostjo, se imenuje znanstvenik.

## Razvoj znanosti

### Model razvoja znanosti po Thomasu Kuhnu
Za Kuhnovo najznamenitejše in najpomembnejše delo velja znanstvena monografija Struktura znanstvenih revolucij. Izdana je bila leta 1962 v sklopu Mednarodne enciklopedije enotne znanosti. Temelji na predpostavki, da zgodovina znanosti igra ključno vlogo pri razvoju in razumevanju filozofije znanosti. V Strukturi znanstvenih revolucij Kuhn razvoj znanosti prikaže na nov način. Spodbija idejo uniformnega razvoja znanosti in zanika zamisel o razvijanju znanosti s kopičenjem resnic. Pred časom njegovega modela razvoja znanosti je prevladoval »junaški« vidik znanstvenega napredka, ki je znanost predstavljal kot proces linearnega kopičenja resnic, pri čemer je sam napredek garantiran znanstvenostjo apliciranih metod in četudi se lahko pospeši v rokah talentiranega znanstvenika, nazadovanje tudi v nesposobnih rokah ni mogoče. V Strukturi Kuhn to uveljavljeno idejo o neizpodbitnosti napredka razbije in jo nadomesti z dvema fazama razvoja znanosti. Poimenuje ju "normalna" in "revolucionarna", oziroma izjemna faza. Normalno fazo definira kot na videz podobno standardni kumulativni podobi znanstvenega razvoja, vendar ji ni istovetna. Deluje po »puzzle-solving« principu - principu reševanja vsakodnevnih logičnih problemov. Pri njih lahko namreč ta, ki uganko rešuje, goji realna pričakovanja, da mu bo uganko uspelo razrešiti, da je njegov uspeh odvisen predvsem od njegovih sposobnosti ter da obstaja visoka stopnja podobnosti med problemom in apliciranimi metodami razrešitve. V fazi normalne znanosti znanstvenik tako ne vstopa na povsem neraziskan teren. Na račun podobnosti metode in rešitve problema v tej fazi prihaja do nabirajočega spektra znanja – zaloga rešitev »ugank« je rastoča. Vsake toliko časa pa normalno fazo preseka znanstvena revolucija, ki v prvi vrsti vsebuje revizijo že obstoječih praks in prepričanj. Znanstveno revolucijo sprožijo anomije v znanstvenih teorijah, kadar je njihova zaloga tako velika, da jih znanstveniki ne morejo več enostavno odmisliti ali ignorirati in postane očitno, da nakazujejo na napako v sistemu. Kakor so znanstvene revolucije v standardnem pogledu smatrane zgolj kot boljša izvedba normalne znanosti, pravi Kuhn, bo tudi revolucionarna znanost sprejeta kot pozitivna in dobrodošla, tista, h kateri naj bi znanstveniki stremeli. Takšen kritičen pogled pa hkrati vsebuje predpostavko, da revolucionarne faze ne preživijo vsi predhodni dosežki, kar ima lahko za posledico izgubo razlag za fenomene, ki so že veljali za razumljene in razložene. Ta aspekt je postal poznan pod imenom izguba po Kuhnu, v izvirniku poimenovan »Kuhn-loss«.

## Veje znanosti
Znanstveno področje se v splošnem deli v dve veliki skupini: naravoslovje, ki proučuje naravne pojave (vključno z biološkim življenjem) in družboslovje, ki preučuje obnašanje ljudi in družbe. Ti dve skupini temeljita na opazovanju pojavov, ki jih lahko drugi raziskovalci preverijo pod enakimi pogoji. Obstajajo tudi sorodne discipline, ki so združene v interdisciplinarne uporabne znanosti, kot so inženirstvo in medicina. Znotraj teh kategorij so specializirana znanstvena področja, ki lahko vključujejo dele drugih znanstvenih disciplin, vendar vsebujejo pogosto lastno nomenklaturo in strokovno znanje. 
Matematika, ki je razvrščena med formalne znanosti, je hkrati podobna in se razlikuje od empiričnih znanosti (naravoslovne in družbene vede). Empiričnim znanostim je podobna v tem, da vključuje objektivno, natančno in sistematično raziskavo na področju znanja; je pa drugačna zaradi svoje metode preverjanja znanja, raje uporablja a priori namesto empiričnih metod. Formalne znanosti, ki vključujejo tudi statistiko in logiko, so ključne pri empiričnih znanostih. Večja odkritja v formalnih znanostih so pogosto privedla do velikega napredka v empiričnih znanostih. Formalne znanosti so bistvene pri oblikovanju hipotez, teorij in zakonov , tako pri odkrivanju in opisovanju kako stvari delujejo (naravoslovje) in kako ljudje mislijo in delujejo (družboslovje).
Poleg širokega pomena, se beseda »znanost« včasih nanaša izrecno na temeljne znanosti (matematike in naravoslovne vede). 

### Eksaktne in naravoslovne znanosti
Matematika - logika - kibernetika - mehanika - fizika - astronomija - kemija - biologija - botanika - zoologija - genetika - biokemija - biofizika - ekologija - geologija - paleontologija - meteorologija - geofizika - geografija - ekologija - kozmologija

### Tehniške znanosti (vede, stroke)
Metalurgija - rudarstvo - geodezija - geotehnika - gradbeništvo - strojništvo - elektrotehnika - elektronika - računalništvo - telekomunikacije - aeronavtika - kemijska tehnologija - tekstilna tehnologija - vodarstvo

### Medicinske znanosti
Medicina - mikrobiologija - stomatologija - fiziologija - farmacija - anatomija - humana genetika - defektologija - pediatrija

### Agrarne (biotehniške) znanosti
Agronomija - gozdarstvo - lesarstvo - živilska tehnologija - veterina - krajinarstvo/krajinska arhitektura? - vrtnarstvo, sadjarstvo ... 

### Družbene znanosti
antropologija - arheologija - ekonomija - etnologija - geografija - informatika - komunikologija - psihologija - politologija - sociologija - demografija - statistika - zgodovina

### Humanistične znanosti in znanosti o umetnosti
Filozofija - estetika - filologija - lingvistika/jezikoslovje - psihologija - pedagogika in didaktika - andragogika - literarna zgodovina - umetnostna zgodovina - muzikologija - simbolika